# 織田惣三郎
織田 惣三郎（おだ そうざぶろう、1849年12月17日（嘉永2年11月3日） - 1957年（昭和32年）3月28日）は、かつて男性長寿日本一であった福井県の男性。

## 来歴
1849年石川県（加賀国）能美郡白峰村に生まれ、88歳までそこで暮らすが、1934年の大水害により福井県勝山市平泉寺町に移住する。
100歳ぐらいまでは草刈りなどをし、106歳時点でも酒を3合程度飲んでいた。父は92歳、母は84歳、兄弟も80～90歳代まで生きた長寿の家系であった。
1956年9月時点では国内最高齢男性とされ、子は5人のうち2人が存命でひ孫まで合わせて19人であった。
1957年3月28日、老衰のため107歳で死去。嘉永、安政、万延、文久、元治、慶応、明治、大正、昭和の9つの元号を生きた。日本の男性では1840年代生まれ最後の存命者であった。

## 外部サイト
- “勝山市広報　第34号　昭和31年9月25日号”. 2019年10月27日閲覧。
- “勝山市広報　第41号　昭和32年4月10日号”. 2019年10月27日閲覧。